# II. Gottfried leuveni gróf
II. Gottfried (1107 – 1142. június 13.) középkori nemesúr, a németalföldi Leuveni Grófság uralkodója, brabanti tartományi gróf és antwerpeni őrgróf 1139-től, illetve Alsó-Lotaringia hercege 1140-től haláláig.

## Élete
Apja I. Gottfried leuveni gróf, anyja Ida de Chiny. Apja halála után örökölte a leuveni grófi, brabanti tartományi grófi és antwerpeni őrgrófi címeket. Felesége sógora, III. Konrád német király révén 1140-ben kinevezték Alsó-Lotaringia hercegének az előző herceg, a limburgi hercegi házból származó Walerán alsó-lotaringiai herceg halála után.
1136-ban örökölte az alsó-lotaringiai hercegi címet, bár a hercegségben akkor még Walerán uralkodott. 1139-ben meghalt Walerán herceg, és bár Henrik néven született fiú örököse, a hercegi címet III. Konrád mégis Gottfriednek adta. Gottfried és az ifjú Henrik rövid háborút vívott a hercegség feletti uralomért, amely során az utóbbi gyors és döntő vereséget szenvedett.
Két évvel később Gottfried feltehetően májbetegség miatt meghalt, a leuveni Szt. Péter templomban temették el.

## Családja
Felesége (1139 után) Lutgardis von Sulzbach (? – 1163), II. Berengár, Sulzbach grófja és Adelheid von Wolfratshausen lánya. Egyetlen gyermekük született:
- Gottfried (1142 – 1190. augusztus 10.), nagykorúsága előtt, 1142-ben III. Gottfried néven örökölte apja címeit.

## Fordítás
- Ez a szócikk részben vagy egészben  a   Godfrey II, Count of Leuven című angol Wikipédia-szócikk fordításán alapul.  Az eredeti cikk szerkesztőit annak laptörténete sorolja fel. Ez a jelzés csupán a megfogalmazás eredetét és a szerzői jogokat jelzi, nem szolgál a cikkben szereplő információk forrásmegjelöléseként.